# Патсі Палмер
Джулі Енн Гарріс, у шлюбі Меркел (26 травня 1972 , Бетнал-Ґрінd, Великий Лондон ), відома як Петсі Палмер, — англійська діджейка і акторка. Відома ролями Наташі в дитячому драматичному серіалі Grange Hill (1985—1987) та Б'янки Джексон у мильній опері BBC One Мешканці Іст-Енду (1993—1999, 2008—2014, 2019), яка принесла їй The British Soap Awards у номінації «Найкраща жіноча роль». Авторка автобіографії.

## Раннє життя
Народилася 1972 року і виросла у Бетнал-Грін, Східний Лондон. Відвідувала початкову школу Globe, а потім середню школу для дівчат Haggerston. У шкільні роки Палмер страждала від цькування.
Її виховувала мати Петсі Гарріс, разом із двома старшими братами, Альбертом і Гаррі. У неї також є зведені брати і сестри Джорджія та Берті. Мати вперше помітила її акторський талант і закликала піти в акторську школу Анни Шер в Лондоні. У школі над Гарріс знущалися, і акторська майстерність була намаганням проявити себе. У 6 років вона з'явилася в постановці Вест-Енду «Джозеф і дивовижний кольоровий плащ мрії».

## Кар'єра

### Початок кар'єри
Після вступу до театральної школи Анни Шер вона дізналася про успішну акторку Джулі Гарріс. Що уникнути збігу, використала дошлюбне прізвище матері та змінила своє ім'я на ім'я своєї матері Петсі. Палмер дебютувала на екрані в телевізійній програмі The Gentle Touch в 1984 році. Як і багато інших акторів EastEnders, з'являвся в дитячому драматичному шоу Grange Hill між 1985 і 1987 роками. Далі вона грала невеликі ролі в фільмах BBC Tricky Business (1989), Making News (1990), Clarissa (1991), Love Hurts (1992), Drop the Dead Donkey (1993) і The Bill (1993), а також з'явилася в рекламі Clearasil як підлітка, яка страждає від прищів.

### EastEnders
У 1993 році отримала роль жорстокої Б'янки Джексон у мильній опері Мешканці Іст-Енду. Екранний шлюб Б'янки з Рікі Бутчером (Сід Оуен) у 1997 році привернув одну з найбільших аудиторій мильного фільму в історії — понад 22 мільйони. Вона грала цю роль протягом 6 років, покинувши шоу в 1999 році, щоб більше часу проводити з сім'єю і зосередитися на інших проєктах. Вона повторила цю роль у травні 2002 року у спеціальному фільмі під назвою EastEnders: Ricky and Bianca. Двосерійний годинний спеціальний випуск був знятий у Манчестері, де Б'янка та Рікі возз'єдналися вперше за два роки.
У 2005 році Палмер публічно розкритикувала EastEnders, назвавши сюжетні лінії смішними і неймовірними і повідомивши, що вона «не повернеться до EastEnders». Однак у жовтні 2007 року BBC оголосила, що Палмер повернеться до мильних опер як штатна персонажка; вона повернулася на екран у квітні 2008 року Палмер прокоментувала: «Я не можу дочекатися, щоб дослідити, що Б'янка робила зі своїм життям, і побачити, що вона збирається робити далі», а виконавчий продюсер EastEnders Дідерік Сантер додав: «Я радий вітати Петсі Палмер — засновницю EastEnders. Б'янка є однією з найпопулярніших персонажів у шоу». У 2014 році Палмер оголосила, що покидає серіал. Вона знову повторила цю роль восени 2019 року на короткий час. У лютому 2020 року було оголошено, що Палмер знову повторить роль Б'янки, а сцени будуть показані пізніше цього року. Однак пізніше цей проєкт було скасовано у зв'язку з карантинними обмеженнями через пандемію коронавірусу.

### Інші проєкти
Палмер з'явилася в гостях на Різдво 1993 року в епізоді Top of the Pops, представивши 'No Limit' від 2 Unlimited з ведучим Марком Франкліном.
Палмер працювала над першою серією OK TV з Фіоною Філліпс у 1999 році. У першому епізоді серіалу її показали в салоні краси, де вона взяла інтерв'ю у Ліндсі Коулсон, яка зіграла свою вигадану матір Керол Джексон у «Мешканці Іст-Енду». У 1999 році Палмер знялася в камео в епізоді ситкому Кеті Берк «Дай мені, дай мені». Це висвітлювало її роль Б'янки Джексон. Вона з'явилася в ролі Клер у детективному серіалі «МакКріді та дочка», який виходив в ефір для пілотної та однієї серії між 2000 і 2001 роками. У 2004 році вона з'явилася в серіалі «Він знав, що він правий» для BBC, а в 2001 році її побачили в телевізійному мінісеріалі «Зроби або вмри», який транслювався на Sky One.
На сцені вона знялася в мюзиклі для однієї жінки Tell Me On A Sunday, який гастролював Великою Британією та йшов у лондонському Вест-Енді. Вона також виконала головну роль у британському турі мюзиклу Steppin' Out, знялася в оригінальній серії Mum's the Word у Вест-Енді та зіграла у фільмі We Happy Few Імоджен Стаббс, який мав короткий показ у Театрі Гілгуд.
Палмер замінила Лоррейн Келлі з GMTV, презентуючи її розділ Lorraine Live протягом тижня в 1999 році, репортаж із Маямі про моду, спосіб життя, здоров'я та фітнес. Вона також була співведучою шоу Великий сніданок на каналі 4 як запрошена ведуча протягом тижня. Палмер випустила низку хіт-фітнес-відео та DVD-дисків: Петсі Палмер — The Club Workout (2000), Patsy Palmer — The Urban Workout (2002) і Patsy Palmer's Ibiza Workout (2002). У 2006 році Палмер з'явилася на благодійному фітнес-DVD The Allstar Workout . До переліку фільмів Палмер входять короткометражки «Історія кохання» (1999) режисера Ніка Лава та «Інший зелений світ» (2005) режисера Пітера Чіпінга.
У 2005 році Палмер взяла участь у шоу BBC Strictly Come Dancing, щоб зібрати гроші для фонду Children in Need. Вона також знялася в епізодичній ролі в скетч-шоу Кетрін Тейт «Шоу Кетрін Тейт». У лютому 2007 року вона була в суді присяжних у програмі BBC «Вердикт», де різні знаменитості приймали рішення щодо сучасної та суперечливої справи на основі доказів та прикладів із реального життя.
Автобіографія Палмер All of Me була випущена у Великій Британії 5 квітня 2007 року. У книзі вона описала своє сходження до слави, боротьбу із залежністю і подолання своїх проблем. У 2003 році, окрім акторської майстерності, Палмер та її подруга Шарлотта Катлер почали бізнес з маркетологом Кеном Веллсом, співпрацюючи з хімічною компанією з Кенту, щоб створити «Palmer Cutler», засоби для краси та автозасмаги.
У 2008 році благодійна організація Shelter з пошуку житла для бездомних випустила короткометражний фільм з Палмер у головній ролі. 
Палмер працює діджейкою з 2012 року, в тому числі в США з 2017 року. У січні 2020 року Палмер з'явилася в ролі Метелика на співочому конкурсі реаліті-шоу ITV The Masked Singer. У березні Палмер брала участь у третій серії The Great Stand Up to Cancer Bake Off. У грудні вона з'явилася гостею на The One Show в епізоді, присвяченому покійній Барбарі Віндзор.
Підтримала кампанію боротьби з булінгом у Департаменті освіти у 2000 році. Вона є активною покровителькою благодійної організації боротьби з наслідками дитячого раку CLIC Sargent.

## Особисте життя
Палмер товаришує з Сідом Оуеном (Рікі Батчер) та Денніеллою Вестбрук (Сем Мітчелл).
Палмер була двічі одружена і має чотирьох дітей: Чарлі (нар 1992) (від стосунків Палмера з боксером Алфі Ротвеллом), Фентон (нар 2000), Емілія (нар 2001) та Берті (нар 2010). Протягом 10 років, починаючи з 2004 року, вона жила зі своїм чоловіком та дітьми у Вестерн-Террас, а потім у Кемптауні, Брайтон в Англії. Її брат Гаррі Гарріс одружений з Ліндсі Коулсон, акторкою, яка зіграла свою екранну матір Керол Джексон у «Іст-Ендерс».
У квітні 2014 року Палмер та більшість членів її родини переїхали до Малібу, штат Каліфорнія, поблизу Лос-Анджелеса у США. З тих пір вона подружилася з такими людьми, як Камілла Греммер і Сінді Кроуфорд, коли поряд з ними оселилася.
Палмер розповіла, що вона пережила наркоманію та алкоголізм, останній зокрема під час своєї роботи на EastEnders у 1990-х. Алкоголь і наркотики з'явилися в її житті з 10-річного віку, а залежність тривала 24 роки. У 2010 році вона повідомила, що вилікувалася нарко- та алкозалежності з вересня 2004 року і що «Ми не п'ємо в нашому домі».

## Нагороди та номінації
1996:
- Номінована «Найпопулярніша акторка» на Національній телевізійній премії

2000:
- Виграла номінацію «Найкраща жіноча роль» на премії TV Quick /TV Choice Awards
- Виграла номінацію «Найкраща жіноча роль» на <i id="mwzA">Inside Soap</i> Awards
- Виграла номінацію "Найкраща жіноча роль " на The British Soap Awards
- Номінація «Найкраще екранне партнерство разом із Сідом Оуеном на The British Soap Awards»

2008:
- Номінація «Найкращий сюжет» на <i id="mw2A">Inside Soap</i> Awards за фільм «Повернення Бьянки»

2009:
- Номінована на премію TRIC Awards у номінації «Улюблена мильна акторка».
- Номінований на «Найкращий драматичний спектакль» на British Soap Awards.

2010:
- Номінація «Найкраще екранне партнерство» разом із Сідом Оуеном на British Soap Awards